# هربرت پرایر
هربرت پرایر (انگلیسی: Herbert Prior؛ ۲ ژوئیهٔ ۱۸۶۷ – ۳ اکتبر ۱۹۵۴) بازیگر اهل بریتانیا بود.
از فیلم‌های او می‌توان به آرزوهای بزرگ و به‌دنبال دل خود اشاره نمود.